# Iglesia de San Fulgencio y San Bernardo
La iglesia de San Fulgencio y San Bernardo es una iglesia de Madrid ubicada en Carabanchel. Dedicada a la advocación de San Fulgencio y San Bernardo. Desde mediados del siglo XX pasó a depender la vecina Ermita de San Isidro de esta parroquia.